# 民主联盟党 (叙利亚)
民主联盟党（羅馬化：Ḥizb Al-Ittiḥad Al-Dimuqraṭiy，羅馬化：Gabo d'Ḥuyodo Demoqraṭoyo）是罗贾瓦的一个以库尔德人为主的民主邦联主义政党，也是目前罗贾瓦事实上的执政党。
该党成立于2003年。该党的总部设于科巴尼。该党的下属武装组织为人民保护部队和妇女保护部队。该党是争取民主变革力量全国协调委员会、库尔德斯坦社群联盟和争取民主社会运动的成员，还是社会党国际的咨询党。该党被认为是库尔德斯坦工人党在罗贾瓦的分支。